# Mielușei
Mielușei – wieś w Rumunii, w okręgu Gorj, w gminie Stoina. W 2011 roku liczyła 79 mieszkańców.